# Dimitrie Ivanov
Dimitrie Ivanov   (Sfântu Gheorghe, 24 de setembre de 1944 - 1998) fou un piragüista romanès que va competir durant les dècades de 1960 i 1970.
El 1968 va prendre part en els Jocs Olímpics d'Estiu de Ciutat de Mèxic, on guanyà la medalla de plata en la prova del K-4 1.000 metres del programa de piragüisme. Va formar equip amb Anton Calenic, Haralambie Ivanov i Mihai Ţurcaş.
En el seu palmarès també destaquen dues medalles al Campionat del Món de piragüisme en aigües tranquil·les, d'or el 1966 i de plata el 1971.